# Línguas paleossiberianas
Línguas Paleossiberianas ou Línguas Paleoasiáticas (do grego palaios, "antigo") é um termo usado em Lingüística para classificar um grupo díspar de línguas antigas faladas em remotas regiões da Sibéria. Suas únicas características comuns são o fato de que são ancestrais das línguas mais dominantes na região, em espacial das línguas tungúsicas a mais tarde das línguas turcomanas, as quais vieram a substituir essas paleossiberianas. Em tempos mais recentes as as turcomanas (mais na Sibéria e mais ainda as tungúsicas foram substituídas pelo russo. O povo Merkit (tribo Mongol) possivelmente teria falado uma língua paleossiberiana.

## Famílias
Três pequenas famílias de línguas e Línguas isoladas sem nenhuma relação entre elas formam o grupo paleossiberiano:
1. As Línguas chukotko-kamchatkanas, também conhecidas como “Luoravetlanas", inclui a língua dos Chukchis e suas próximas, as línguas da Koriakia, Língua alutor e Língua kereque. A Língua itelmen, também chamada Kamchadal, é também uma distante aparentada. Chukchi, Koryake e Alutor são faladas no extremo leste da Sibéria por comunidades de alguns milhares de pessoas, Kereke está extinta e a Itelmen é falada por menos de cem pessoas, principalmente os mais velhos na costa oeste da Península de Kamchatka.
2. As línguas do povo Yukaghir são faladas em duas versões mutuamente inteligíveis, da região leste-siberiana de Kolyma e do vale do Rio Indigirka. Outras línguas, incluindo a Chuvantsy, falada mais para o interior e mais para o leste, estão extintas. As Yukaghires são consideradas por alguns estudiosos como parte das Línguas urálicas.
3.A Língua nivkhe é falada na bacia do baixo Amur basin na metade norte da Ilha Sacalina. Apresenta uma moderna e recente literatura, sendo que os Nivkhes tiveram turbulenta história no século XX.

## Outros dados
A língua ainu (ver Ainus, Japão) é muitas vezes considerada nesse grupo,  embora,  estritamente isso seja incorreto, pois não é uma língua da Sibéria. É uma língua que mal sobrevive no extremo da Sacalina, onde já foi língua nativa. Já foi falada nas Ilhas Curilas e em Hokkaidō, onde fortes movimentos de renascimento da língua vêm sendo feitos.  Esses esforços vêm sendo feitos para relacioná-la com outras famílias linguísticas, tais com das altaicas, das austro-asiáticas, austronésias, com a língua "nihali", ou "kalto" (língua isolada da Índia) e ainda com as chamadas línguas indo-pacíficas;
Junto com o japonês e o coreano, que são as maiores línguas modernas locais, essas “pobres relações” resistem a quaisquer fáceis ou óbvias classificações linguísticas, mesmo com grupos ou entre elas. As paleossiberianas parecem para outros como relacionadas aos grupos  Línguas na-dene e Esquimo-Aleútes, que sobrevivem em quantidades maiores de falantes no Alasca e no norte do Canadá. Isso embasa diversas teorias de que os povos aborígenes da América do norte migraram do que é hoje a Sibéria e de outras regiões da Ásia quando os continentes foram unidos durante a Era glacial.
A língua ket, que era até pouco tempo incluída nesse grupo, foi recentemente definida de forma convincente como realmente relacionada ao grupo das línguas na-dene da América do Norte. Isso ocorreu num Workshop internacional dedicado a explorar as evidências de relações linguísticas, arqueológicas e genéticas entre as Línguas na-dene da América do Norte e as Línguas ienisseianas da Sibéria (fevereiro 2008  Anchorage (Alasca); Ver: Dene-Yeniseic Symposium). Trata-se da última sobrevivente de uma pequena família de línguas do Ienissei médio. Também no passado se procurou relacionar as Línguas sino-tibetanas, com as norte-caucasianas e com as Burushaski (língua isolada da Índia).

## Leituras adicionais
- Comrie, Bernard (1981). The Languages of the Soviet Union. Cambridge: Cambridge University Press. ISBN 0-521-29877-6